# Мидвеј (Минесота)
Мидвеј (енгл. Midway) насељено је место без административног статуса у америчкој савезној држави Минесота.

## Демографија
По попису из 2010. године број становника је 26.
| Група             | 2000.    | 2010.     |
| Белци             | 0 (0,0%) | 7 (26,9%) |
| Афроамериканци    | 0 (0,0%) | 0 (0,0%)  |
| Азијати           | 0 (0,0%) | 0 (0,0%)  |
| Хиспаноамериканци | 0 (0,0%) | 5 (19,2%) |
| Укупно            | 0        | 26        |